# Omar Hemidi
Mohamad Omar Hemidi (tiếng Ả Rập: محمد عمر حميدي, sinh ngày 1 tháng 5 năm 1986 ở Aleppo, Syria) là một cầu thủ bóng đá Syria thi đấu ở vị trí hậu vệ cho Al-Jaish, thi đấu ở Giải bóng đá ngoại hạng Syria, giải bóng đá cao nhất ở Syria và hiện tại là thành viên của Đội tuyển bóng đá quốc gia Syria.

## Sự nghiệp

### Sự nghiệp câu lạc bộ
Sự nghiệp của Hemidi bắt đầu ở hệ thống trẻ của Al-Ittihad trước khi khởi đầu sự nghiệp chuyên nghiệp với đội chính. Anh giúp câu lạc bộ vào đến chung kết của Cúp AFC, giải bóng đá quan trọng thứ hai ở châu Á. Al-Ittihad giành chiến thắng trong trận chung kết trước nhà vô địch Giải bóng đá ngoại hạng Kuwait Al-Qadsia sau loạt sút luân lưu. Trận đấu có kết quả hòa 1–1 sau thời gian thi đấu chính thức và hiệp phụ.

### Sự nghiệp quốc tế
Hemidi là cầu thủ ra sân thường xuyên cho Đội tuyển bóng đá quốc gia Syria kể từ năm 2007. Anh ra sân 9 lần cho Syria trong vòng loại của Giải bóng đá vô địch thế giới 2010.

#### Bàn thắng quốc tế
Tỉ số và kết quả liệt kê bàn thắng của Syria trước:
| Bàn thắng | Ngày                 | Địa điểm                                                  | Đối thủ  | Tỉ số | Kết quả | Giải đấu                                 |
| --------- | -------------------- | --------------------------------------------------------- | -------- | ----- | ------- | ---------------------------------------- |
| 1         | 30 tháng 12 năm 2009 | Sân vận động Quốc gia Bukit Jalil, Kuala Lumpur, Malaysia | Malaysia | 1–2   | 1–4     | Giao hữu/Trận đấu quốc tế không FIFA ‘A’ |

## Danh hiệu

### Câu lạc bộ
Al-Ittihad
- Giải bóng đá ngoại hạng Syria: 2005
- Cúp bóng đá Syria: 2005, 2006, 2011
- Cúp AFC: 2010